# بحر صقلية
بحر صقلية (بالإيطالية: Mar di Sicilia)‏ هو جزء من البحر الأبيض المتوسط. يقع في مثلث بين صقلية في الشمال ومالطا في الشرق وتونس في الجنوب الغربي.

يحد هذا البحر مضيق صقلية وقناة مالطة البحرية ومضيق بانتليريا.

## مقالات ذات صلة
- كامبي فليغري لبحر صقلية
- قناة مالطة البحرية
- مضيق صقلية